# Флессау
Флессау (нем. Flessau) — община в Германии, в земле Саксония-Анхальт.
Входит в состав района Штендаль. Подчиняется управлению Остербург. Население составляет 1003 человека (на 31 декабря 2006 года). Занимает площадь 30,29 км².